# Givoletto
Givoletto – miejscowość i gmina we Włoszech, w regionie Piemont, w prowincji Turyn.
Według danych na rok 2004 gminę zamieszkiwały 2183 osoby, 181,9 os./km².